# Vladimir Nikolayevich Chelomey
Vladimir Nikolayevich Chelomey hay Chelomei (tiếng Nga: Влади́мир Никола́евич Челоме́й; 30 tháng 6 năm 1914 - 8 tháng 12 năm 1984) là một nhà kỹ sư cơ khí, hàng không và kỹ sư tên lửa Liên Xô. Ông đã phát minh ra động cơ phản lực xung đầu tiên của Liên Xô và chịu trách nhiệm phát triển các tổ hợp tên lửa hành trình chống hạm và các loại ICBM đầu tiên trên thế giới như UR-100, UR-200, UR-500 và UR-700

## Đầu đời
Chelomey sinh ra tại Siedlce, tỉnh Lublin, Đế chế Nga (nay thuộc Ba Lan). Khi mới ba tháng tuổi, gia đình ông đã chuyển đến Poltava, Ukraine, khi chiến tranh thế giới I nổ ra và lan tới Siedlce.
Khi Vladimir mười hai tuổi gia đình ông tiếp tục chuyển đến Kiev.
Năm 1932, Chelomey được nhận vào Học viện Bách khoa Kiev (sau này là cơ sở của Học viện Hàng không Kiev), nơi ông đã thể hiện mình là một sinh viên có tài năng xuất chúng. Năm 1936, cuốn sách đầu tiên của ông Phân tích Vector được xuất bản. Khi theo học tại viện, Chelomey cũng tham dự các bài giảng về giải tích toán học, lý thuyết phương trình vi phân, vật lý toán học, lý thuyết đàn hồi và cơ học tại Đại học Kiev. Ông cũng tham dự các bài giảng của Tullio Levi-Civita tại Viện hàn lâm khoa học SSR Ukraina. Chelomey bắt đầu quan tâm đến cơ học và lý thuyết dao động và đây cũng là lĩnh vực nghiên cứu trong suốt cuộc đời ông. Năm 1937, Chelomey tốt nghiệp loại ưu tại Học viện. Sau đó, ông làm việc tại đây với tư cách là một giảng viên, bảo vệ thành công luận án Ứng viên Khoa học (năm 1939).

## Chiến tranh thế giới II
Khi Chiến tranh Vệ quốc vĩ đại nổ ra năm 1941, Chelomey làm việc tại Viện thiết kế Động cơ Hàng không Trung ương Baranov (TsIAM) ở Moscow. Tại đây, ông đã tạo ra động cơ phản lực xung đầu tiên của Liên Xô vào năm 1942, độc lập với những phát triển tương tự đang diễn ra ở Đức Quốc xã.
Vào mùa hè năm 1944, phát xít Đức đã sử dụng tên lửa hành trình V-1 tấn công miền Nam nước Anh. Vào ngày 9 tháng 10 năm 1944, theo quyết định của Ủy ban Quốc phòng Liên bang Xô Viết và Ủy viên Nhân dân Công nghiệp Hàng không Alexey Shakhurin, Chelomey được bổ nhiệm làm Giám đốc kiêm Thiết kế trưởng của Nhà máy N51 (Giám đốc trước đó của nhà máy là Nikolay Polikarpov đã qua đời một thời gian ngắn trước đó). Chelomey là người đã thiết kế, chế tạo và thử nghiệm tên lửa hành trình đầu tiên của Liên Xô. Ngay từ tháng 12 năm 1944, tên lửa hành trình 10Kh, đã được bắn thử nghiệm từ máy bay Petlyakov Pe-8 và Tupolev Tu-2.

## OKB-52 và viện sĩ Viện hàn lâm
Nhờ những thành công trong phát triển tên lửa 10Kh, Cục thiết kế đặc biệt chuyên thiết kế các phương tiện bay không người lái (OKB-52) đã được thành lập. Năm 1955, Chelomey được chỉ định làm thiết kế trưởng của OKB-52, tại OKB-52, ông tiếp tục công việc phát triển các loại tên lửa hành trình.
Chelomey tiếp tục công việc nghiên cứu và nhận bằng tiến sĩ khoa học tại Đại học Kỹ thuật Quốc gia Moskva Bauman. Sau khi bảo vệ luận án năm 1951, ông trở thành giáo sư của trường từ năm 1952.
Năm 1958, OKB-52 đề xuất nghiên cứu chế tạo tên lửa đạn đạo liên lục địa có nhiều tầng. Mặc dù thiết kế tên lửa UR-200 đã không được lựa chon, thay vào đó là tên lửa R-36 của Mikhail Yangel (Kí hiệu NATO SS-9 Scarp). Nhưng thiết kế tên lửa UR-100 đã được duyệt.

## Tàu vũ trụ
Năm 1959, Chelomey được bổ nhiệm làm Tổng công trình sư thiết kế trang bị hàng không.
OKB-52, cùng với việc thiết kế ICBM, bắt đầu nghiên cứu chế tạo tên lửa phóng tàu vũ trụ, vào năm 1961, bắt đầu thiết kế một loại ICBM rất mạnh, ký hiệu UR-500, mặc dù nó nhanh chóng bị bác bỏ vì thực tế không cần phải chế tạo một ICBM lớn như vậy.
Năm 1962, Chelomey trở thành Viện sĩ của Viện Hàn lâm Khoa học Liên Xô, khoa Cơ học.
Chelomey trở thành Nhà thiết kế tên lửa cạnh tranh với Sergey Korolev trong thời gian diễn ra "Cuộc chạy đua lên mặt trăng" giữa Mỹ và Liên Xô. Chelomey đã đề xuất sử dụng tên lửa UR-500 mạnh mẽ để phóng một tàu vũ trụ nhỏ có phi hành đoàn gồm hai người lên Mặt trăng, và đã cố gắng giành được sự ủng hộ cho đề xuất của mình bằng cách cho thành viên trong gia đình Nikita Khrushchev gia nhập Viện thiết kế của mình. Ông cũng tuyên bố có thể sử dụng tên lửa đẩy UR-500 để phóng vào quỹ đạo một trạm vũ trụ quân sự. Korolev đã phản đối gay gắt tên lửa UR-500 do nó sử dụng nhiên liệu đinitơ tetrôxit cực độc và UDMH.
Sau khi Khrushchev không còn giữ chức, các dự án của Chelomey và Korolev được kết hợp lại, và chương trình đưa người lên Mặt trăng của Liên Xô được tiếp tục. Vụ phóng thử tên lửa đẩy UR-500 (Hay còn gọi là tên lửa đẩy Proton) diễn ra vào đầu năm 1965.
Mặc dù tên lửa Proton không bao giờ được sử dụng để đưa người lên Mặt trăng như hi vọng của Chelomey, nhưng nó đã trở thành tên lửa đẩy hạng nặng của Liên Xô/Nga và nó trở thành tên lửa đẩy mang vệ tinh, trạm không gian, vệ tinh không đồng bộ địa lý,...
Các vệ tinh quay quanh Trái đất như Polyot cũng được thiết kế bởi OKB Chelomey. Không giống như những vệ tinh trước đó, ngay cả các vệ tinh đầu tiên của Chelomey là Polyot-1 (1963) và Polyot-2 (1964) cũng có thể tự thay đổi quỹ đạo của chúng. Ông cũng tham gia phát triển vệ tinh Proton. Trong những năm 1970 OKB Chelomey đề xuất chương trình phát triển tàu con thoi LKS (Kosmolyot) và chế tạo trạm vũ trụ Almaz phục vụ cho mục đích quân sự (trong sứ mệnh Salyut 2, Salyut 3 và Salyut 5), trạm vũ trụ hòa bình Mir và module vũ trụ phục vụ mục đích dân sự Zvezda. Để tiếp tế cho các trạm Almaz của mình, Chelomey đã thiết kế tàu vũ trụ TKS, nhằm thay thế cho tàu Soyuz. TKS không bao giờ thực hiện các chuyến bay có người lái theo kế hoạch nhưng các thế hệ tàu tiếp theo dựa trên nó đã được triển khai dưới dạng mô-đun trên Salyut 7 và Mir. Vào những năm 1980, OKB của Chelomey đã đề xuất thiết kế tàu vũ trụ Uragan 15 tấn phóng vào quỹ đạo từ tên lửa đẩy Zenit-2 nhưng không được chấp nhận.

## Tên lửa chống tàu
Ông là người đã đứng đầu nhóm thiết kế tên lửa chống tàu P-80 Zubr và có thông tin cho rằng ông cũng tham gia phát triển tên lửa P-100 Oniks.
Chelomey qua đời tại Moscow năm 1984 ở tuổi 70.

## Trao thưởng

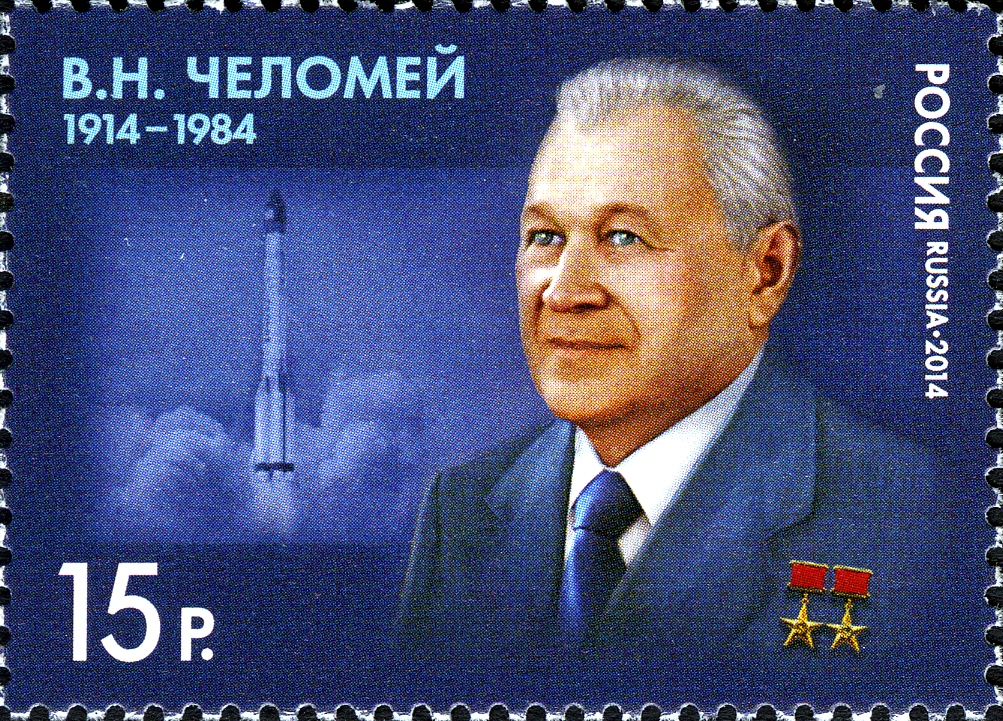
Một con tem của Nga xuất bản năm 2014 in hình Vladimir Chelomey nhân dịp kỷ niệm 100 năm ngày sinh của ông

- hai lần Anh hùng lao động Xã hội Chủ nghĩa Liên Xô (1959, 1963)
- Giải thưởng nhà nước Liên Xô (1967, 1974, 1982)
- Giải thưởng Lenin  (1959)
- bốn lần tặng thưởng Huân chương Lenin
- Huân chương Cách mạng Tháng Mười